# Komisija za spremljanje in nadzor lastninskega preoblikovanja družbene lastnine Državnega zbora Republike Slovenije
Komisija za spremljanje in nadzor lastninskega preoblikovanja družbene lastnine je bila komisija Državnega zbora Republike Slovenije.
V 2. državnem zboru je komisijo nadomestila Komisija za nadzor lastninskega preoblikovanja in privatizacije.

## Sestava
1. državni zbor Republike Slovenije
- izvoljena: 23. februar 1993
- predsednik: Izidor Rejc
- podpredsednik: Ludvik Toplak (do 9. novembra 1993), Žarko Pregelj (od 23. decembra 1993)
- člani: Geza Džuban, Benjamin Henigman, Ivo Hvalica, Branko Janc, Jožef Kopše, Igor Omerza, Breda Pečan, Marjan Podobnik, Marijan Poljšak, Miran Potrč, Jože Protner, Peter Tancig (do 23. decembra 1993)